# Bio-Hazard Battle
Bio-Hazard Battle (クライング 亜生命戦争?, Crying: Aseimei sensou) è un videogioco sparatutto sviluppato e pubblicato nel 1992 da SEGA per Sega Mega Drive. Nel 2007 il videogioco è stato distribuito per Wii tramite Virtual Console e successivamente convertito per Microsoft Windows, macOS e Linux e commercializzato su Steam.

## Trama
Il protagonista guida una navicella spaziale sull'inospitale pianeta Avaron.

## Modalità di gioco
Dal gameplay in stile Fantasy Zone, nel gioco è possibile guidare una delle quattro navicelle. Al contrario di sparatutto quali Gradius e R-Type, in Bio-Hazard Battle è presente una modalità multigiocatore in cooperativa.